# Veronika Jonešová
Veronika Jonešová, rozená Hrachová, (* 5. listopadu 1994) je česká spisovatelka, nakladatelka a laureátka Ceny města Dvůr Králové nad Labem.

## Život
Vyrůstala ve Dvoře Králové nad Labem, kde také vystudovala gymnázium.
V roce 2017 odletěla se svým přítelem na ostrov Réunion, kde chtěli pracovat a žít. Na ostrově začala Veronika psát na blog, čímž získala první zkušenosti s psaním pro veřejnost. Plán s životem na tropickém ostrově jim však nevyšel a po návratu se Veronika začala naplno věnovat psaní beletrie.
Svou první knihu, román Hodinky, který je prvním dílem její románové trilogie, vydala v roce 2019. V roce 2022 stala bestsellerem, bylo prodáno více než 10 000 výtisků.
V roce 2021 vydala pokračování knihy Hodinky s názvem Minutky, a v roce 2022 vydala třetí a poslední díl trilogie Okamžiky, za který se stala ve stejném roce laureátkou ceny města Dvůr Králové nad Labem.
Veronika Jonešová píše společensko-psychologické romány, které vydává se svým manželem Václavem Jonešem vlastním nákladem. V roce 2022 založili vlastní nakladatelství, které nese název po jejím prvním románu: Veronika Jonešová – Hodinky.

## Dílo
- Hodinky. 1. vydání 2019, nakl. Veronika a Václav Jonešovi, ISBN 978-80-270-6108-2
- Minutky. 1. vydání 2021, nakl. Veronika a Václav Jonešovi, ISBN 978-80-11-00365-4
- Okamžiky. 1. vydání 2022, nakl. Veronika Jonešová – Hodinky, ISBN 978-80-908737-2-8